# Los Cars
Los Cars (en francès Les Cars) és un municipi francès situat al departament de l'Alta Viena i a la regió de la Nova Aquitània.

## Demografia
| 1962                                       | 1968 | 1975 | 1982 | 1990 | 1999 | 2006 | 2007 | 2008 |
| ------------------------------------------ | ---- | ---- | ---- | ---- | ---- | ---- | ---- | ---- |
| 560                                        | 571  | 627  | 586  | 551  | 583  | 627  | 605  | 598  |
| Des de 1962: població sense dobles comptes |      |      |      |      |      |      |      |      |

## Administració
| Període   | Identitat            | Partit |
| --------- | -------------------- | ------ |
| 1995-2006 | Michel Guignard      | PCF    |
| 2006-     | Stéphane Delautrette | PS     |